# Jarek Bisaški
Jarek Bisaški – wieś w Chorwacji, w żupanii varażdińskiej, w gminie Breznica. W 2011 roku liczyła 204 mieszkańców.
6 sierpnia 2022 roku, na autostradzie A4, nieopodal wsi, doszło do katastrofy polskiego autokaru, w wyniku której zginęło 12 osób, a 32 zostały ranne.